# Dąbrowa I (gromada)
Dąbrowa I (od 31 XII 1959 Myślakowice) – dawna gromada, czyli najmniejsza jednostka podziału terytorialnego Polskiej Rzeczypospolitej Ludowej w latach 1954–1972.
Gromady, z gromadzkimi radami narodowymi (GRN) jako organami władzy najniższego stopnia na wsi, funkcjonowały od reformy reorganizującej administrację wiejską przeprowadzonej jesienią 1954 do momentu ich zniesienia z dniem 1 stycznia 1973, tym samym wypierając organizację gminną w latach 1954–1972.
Gromadę Dąbrowa I z siedzibą GRN w Dąbrowie utworzono – jako jedną z 8759 gromad na obszarze Polski – w powiecie opoczyńskim w woj. kieleckim, na mocy uchwały nr 13g/54 WRN w Kielcach z dnia 29 września 1954. W skład jednostki weszły obszary dotychczasowych gromad Dąbrowa, Gapinin wieś, Gapinin kolonia, Łęgonice, Myślakowice, Myślakowice kolonia i Różanna ze zniesionej gminy Ossa w tymże powiecie (identyfikatora "I" użyto w celu odróżnienia jednostki od gromady Dąbrowa II w tymże powiecie). Dla gromady ustalono 15 członków gromadzkiej rady narodowej.
1 stycznia 1958 z gromady Dąbrowa I wyłączono wieś Gapinin i kolonię Gapinin włączając je do gromady Studzianna w tymże powiecie.
Gromadę zniesiono 31 grudnia 1959 przez przeniesienie siedziby GRN z Dąbrowy do Myślakowic i zmianę nazwy jednostki na gromada Myślakowice.